# Красницы (Ленинградская область)
Красницы — деревня в Гатчинском муниципальном округе Ленинградской области.

## История
Впервые упоминается в Писцовой книге Водской пятины 1500 года как деревня Красная на реце на Суйде в Никольском Суйдовском погосте Копорского уезда.
Затем как пустошь Krassnaia Ödhe в Суйдовском погосте в шведских «Писцовых книгах Ижорской земли» 1618—1623 годов.
На шведской «Генеральной карте провинции Ингерманландии» 1704 года она обозначена как Krasnova.
Как деревня Красна упоминается на «Географическом чертеже Ижорской земли» Адриана Шонбека 1705 года.
Деревня являлась вотчиной императрицы Марии Фёдоровны из которой в 1806—1807 годах были выставлены ратники Императорского батальона милиции.
Обозначена на карте Санкт-Петербургской губернии 1820 года как деревня Красница

КРАСНИЦЫ — деревня принадлежит ведомству Красносельской удельной конторы, число жителей по ревизии: 27 м. п., 20 ж. п. (1838 год)

На карте Ф. Ф. Шуберта 1844 года и С. С. Куторги 1852 года, обозначена как деревня Красница.

КРАСНИЦЫ — деревня Красносельской удельной конторы, по просёлочной дороге, число дворов — 7, число душ — 28 м. п. (1856 год)

КРАСНИЦЫ — деревня удельная при речке Суйде, число дворов — 9, число жителей: 37 м. п., 44 ж. п. (1862 год)

Согласно карте 1879 года деревня называлась Красница и состояла из 8 крестьянских дворов.

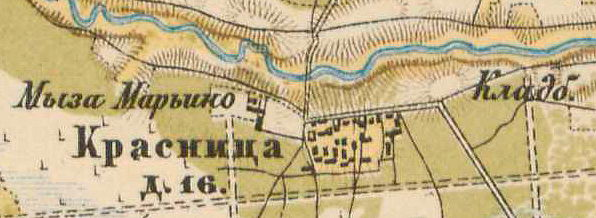
План деревни Красницы. 1885 год

В 1885 году деревня насчитывала 16 дворов, в деревне находилась мыза Марьино.
В конце XIX — начале XX века деревня административно относилась к Рождественской волости 2-го стана Царскосельского уезда Санкт-Петербургской губернии.
К 1913 году количество дворов увеличилось до 21.
В 1917 году в деревне осталось 10 крестьянских дворов.
В 1917 году деревня Красницы входила в состав Гатчинской волости Детскосельского уезда.
С 1918 года в составе Красницкого сельсовета Новопетроградской волости.
С 1922 года в составе Минского сельсовета Вырицкой волости.
С 1923 года в составе Ковшовского сельсовета Гатчинской волости Гатчинского уезда.
Согласно данным переписи населения СССР 1926 года в деревне Красницы Ковшовского сельсовета Троцкой волости Троцкого уезда проживали 185 человек, все русские.
В 1928 году население деревни Красницы составляло 186 человек.
По административным данным 1933 года деревня Красницы входила в состав Ковшовского финского национального сельсовета Красногвардейского района.

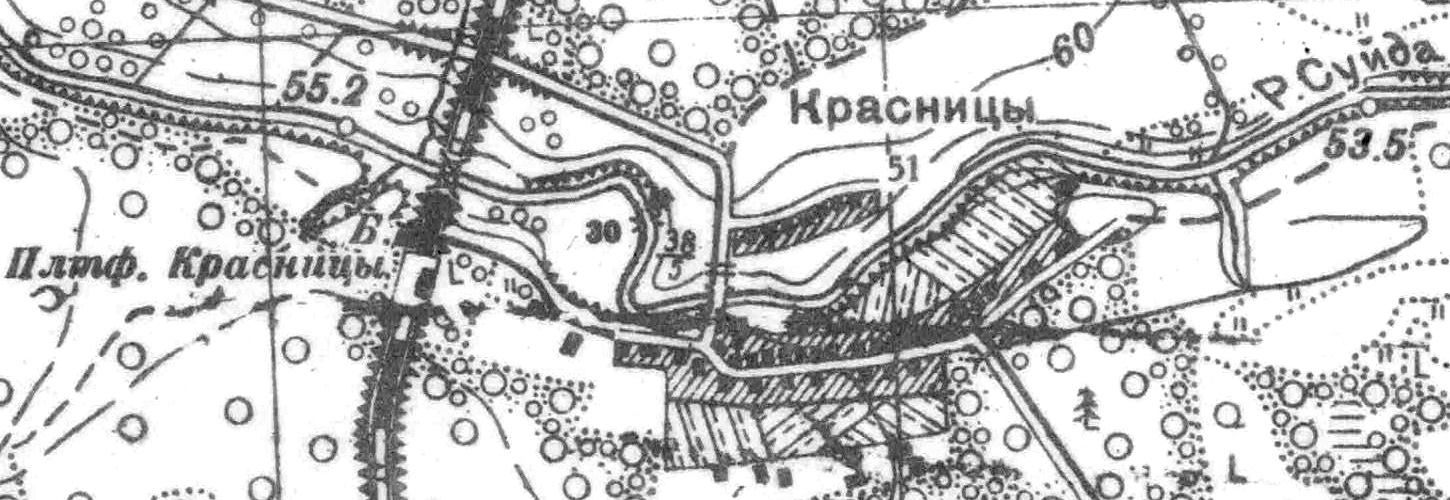
План деревни Красницы. 1939 год

С 1939 года в составе Сусанинского сельсовета Слуцкого района. Согласно топографической карте 1939 года, деревня насчитывала 51 двор.
C 1 августа 1941 года по 31 декабря 1943 года деревня находилась в оккупации.
С 1953 года в составе Гатчинского района.
В 1958 году население деревни Красницы составляло 506 человек.
По данным 1966, 1973 и 1990 годов деревня Красницы также входила в состав Сусанинского сельсовета Гатчинского района.
В 1997 году в деревне проживали 125 человек, в 2002 году — 152 человека (русские — 95%), в 2007 году — 110.

## География
Деревня расположена в северо-восточной части района на автодороге 41К-476 (подъезд к дер. Красницы).
Расстояние до административного центра поселения, посёлка Сусанино — 5 км.
В деревне находится железнодорожная платформа Красницы на линии Санкт-Петербург —  Оредеж.
Деревня находится на правом берегу реки Суйда.

## Демография
| 1862 | 2007 | 2010 | 2017 |
| ---- | ---- | ---- | ---- |
| 81   | ↗110 | ↗134 | ↗150 |

### Национальный состав
Согласно данным Всероссийской переписи населения 2021 года в деревне проживали 515 человек, из них:
 русские — 492, белорусы — 2, украинцы — 2, евреи — 2, армяне — 1, татары — 1, якуты — 1 человек, остальные национальность не указали.

## Улицы
55 км, Береговая, Ботаническая аллея, Весенняя аллея, Жемчужная аллея, Заповедная аллея, Заречная, Звёздный бульвар, Кристальная набережная, Курортный проспект, Лазурная аллея, Ленинградская, Лесная аллея, Лесная, Минеральная аллея, Парковая аллея, Родниковая аллея, Садовая аллея, Солнечная, Сосновая аллея, Счастливая, Центральная, Школьная аллея.

## Садоводства
К западу от деревни расположен садоводческий массив «Красницы».